# Muluana jarka
Muluana jarka är en insektsart som beskrevs av Irena Dworakowska 1979. Muluana jarka ingår i släktet Muluana och familjen dvärgstritar. Inga underarter finns listade i Catalogue of Life.